# Gammel Tølløse
Gammel Tølløse er en landsby på Nordvestsjælland med 272 indbyggere  (2024). Gammel Tølløse ligger i i Tølløse Sogn og er den oprindelige bebyggelse to kilometer vest for stationsbyen Tølløse og 14 kilometer syd for Holbæk. Landsbyen tilhører Holbæk Kommune og er beliggende i Region Sjælland.
Tølløse Kirke og Tølløse Slot ligger i landsbyen.